# マクロ経済学
マクロ経済学（マクロけいざいがく、英: macroeconomics）は、経済学の一種で、個別の経済活動を集計した一国経済全体に着目するものである。巨視経済学あるいは巨視的経済学とも訳される。
経済変数の決定と変動に注目し、国民所得・物価・消費・投資などの集計量がある。国際的な比較には、購買力平価指数（PPP）がよく用いられ、PPP計算機を通じて利用されることが多い。また経済分析の対象となる市場は、生産物（財・サービス）市場、生産要素（資本・労働）市場、金融市場（株式・債券）に分けられる。
対語は、経済を構成する個々の主体に着目するミクロ経済学。マクロ経済とミクロ経済との二分法を最初に考案したのは、ノルウェーの経済学者ラグナル・フリッシュ。「ミクロ経済学」と「マクロ経済学」の用語をはじめて用いたのは、オランダの経済学者ウルフ。マクロ経済学の誕生は、1936年のジョン・メイナード・ケインズ（ケインズ経済学）の著書『雇用・利子および貨幣の一般理論』に始まる。大学の教育においてはミクロ経済学とマクロ経済学の基礎的内容を最初に学ぶ。

## 歴史

### 古典派
新古典派によると資本市場で自然利子率が決定される。レオン・ワルラスによると、生産はセイの法則によって均衡が達成される自然水準にあると信じられてきたが、1930年代に米国を襲った恐慌によりこの見解への懐疑が生まれる。

### ケインズとカレツキ
この懐疑の中、ジョン・メイナード・ケインズは1936年に『雇用・利子および貨幣の一般理論』を発表する。ケインズは貨幣市場において、流動性選好説と貨幣供給量によって現実の利子率が決定されると説いた。将来に対する不確実性を伴う長期期待から導かれる期待利潤率（資本の限界効率）と利子率から決定される投資と貯蓄の均衡によって現実の生産水準（国内総生産、国民所得）が決定される。ケインズは、不均衡が価格硬直性から派生するとした古典派の主張を退け、彼らのセイの法則を否定した有効需要に基づいて、自然生産水準と現実生産水準の乖離を埋めるための経済政策の必要性を訴えた。この主張によって、それまでのセイの法則の受容によって成立していた新古典派経済学体系が覆されるというケインズ革命が起こる。
ミハウ・カレツキはケインズよりも早い時期に祖国ポーランドにおいてケインズと同じ着想に達してポーランド語の研究論文を書いた（1933、1935）が、これらはポーランド語とフランス語のみで刊行していたため、すでに英語が主流であった経済学会ではそのころこの研究論文の革命的な価値に気づく者が殆どおらず、1935年の記事がフリッシュやヤン・ティンバーゲンのようなスウェーデン学派が評価したぐらいである。のち1936年にケインズの上記の著書が刊行されると、これへのコメンタリーという形で新たな論文（1936）を起こし、ケインズの提示した様々な概念が自ら数年前にすでに発表していたものと同じものであることを指摘している。

### 新古典派総合
その後ポール・サミュエルソンやジョン・ヒックスらのケインズ解釈によってアメリカ・ケインジアンの新古典派総合が成立し、ケインズのモデルは、価格が硬直な短期における古典派的一般均衡モデルの特殊ケースと理解されるようになった（ただこのアメリカ・ケインジアン的解釈は、一般理論の体系を雇用量が人々の期待によって制約される長期不均衡の体系と捉えていたポスト・ケインジアンによっては、俗流ケインズ主義との評価も受けている）。
以下の記述においては原則としてケインズ経済学（ケインジアニズム）＝アメリカ・ケインジアンの理論体系を意味するものであるとする。

### 新しい古典派
しかし、1970年代に入って米国など先進国がスタグフレーションに苦しむようになるとケインズ批判が起こる。新古典派が復権して、新しい古典派という考えが注目されるようになる。
新しい古典派が台頭する別の要因の1つは、ケインズ経済学が方法論的な問題を抱えていると考えられていたことに求められる。ケインズ経済学の大きな特徴は総消費のようなマクロ経済変数が、ミクロ経済学で想定されている各経済主体の最適化行動とは全く異なるメカニズムで決定されるという点にある。こうした各経済主体の合理的な行動と総体としてのマクロ経済変数の決定との乖離は、マクロ経済モデルの現実への適合性を考える上で問題となる可能性がある。例えばケインズ経済学は本来は経済環境の変化などで内生的に決定される変数を、外生的に与えられモデルではその説明が出来ないパラメーターとして扱ってしまいがちであった。以下に例を示す。
所得変化に対する消費の変化率を限界消費性向と呼んでいるが、ケインズ経済学においては限界消費性向は現在の消費・貯蓄決定行動によって規定された一定のパラメーターである。ところで合理的で時間を通じて最適化を計る家計であれば、その限りにおいては、所得の変化が一時的なものなのか恒久的なものなのかにより異なる消費決定をする。すなわち、所得変化が一時的で来期には元の水準に戻ると予測すれば、現時点ではあまり消費を増やさずに将来時点の消費のために貯蓄を増やすであろう。逆に所得変化が恒久的なものと予測すれば、所得の増分を現時点の消費に全て振り向けるはずである。その結果として家計が合理的ならば、限界消費性向は所得変化の性質に対する予測によって変化する内生的変数であり外生的なパラメーターではない。このように合理的で時を通じた最適化を図る経済主体は、将来に対して予測を行い、それに基づいて最適な行動を決定する。ケインズ経済学ではこのような経済主体の予測つまり期待を織り込むことが出来ないため、内生的な変数を誤って外生的なパラメーターとして扱ってしまうと評価されている。
さらに、ケインズ経済学が経済主体の期待を織り込むことに失敗していたために経済政策の評価方法に関しても問題が生じていた。つまり、過去のデータを用いて経済主体の行動を推定しその推定に基づいて将来採るべき政策を評価してきたため、政策の変化に対する経済主体の行動の変化を織り込むことが出来ず、適切な評価が困難となっていたのである。ロバート・ルーカスは従来のマクロ経済学が経済主体の期待を考慮していないことを批判して、現在の政策変更が将来に関する経済主体の期待に影響を与えるため経済主体の行動を変える可能性を指摘した。ルーカスは伝統的なケインズ経済学の方法論を批判し経済主体の期待の果たす役割を強調したのであるが、彼にちなみこの批判はルーカス批判と呼ばれている。
ルーカスらは伝統的なケインズ経済学を批判しただけではなく、ミクロ的基礎を持ったマクロ経済学の構築に大きな役割を果たした。ルーカスらの確立した新しいマクロ経済学こそが新しい古典派のマクロ経済学と呼ばれるものである。新しい古典派の流れに位置づけられる経済学者達は、人々の期待を明示的に扱うために合理的な経済主体の最適化行動に厳密に基づいたモデルを用いこれらの経済主体の行動の集計されたものとしてのマクロ経済を分析しようと試みた。その典型が代表的個人モデルである。ところでモデルの背後にある合理的な経済主体の最適化行動は、ミクロ経済学の想定するところである。それ故に新しい古典派のマクロ経済学はミクロ的基礎を持っていると言われるのである。また経済主体が経済構造と整合的な予測を行って行動するという合理的期待仮説を強調したため、初期の新しい古典派を合理的期待形成学派と呼ぶこともある。
加えて新しい古典派は計量経済学を用いモデルを経験的に検証するという手法を重視する。彼らは消費の異時点間での最適化を伴った最適成長モデル（ラムゼイルール）を基に短期の景気循環を説明するモデルとしてリアルビジネスサイクル理論を確立したが、同時にモデルから導かれる予測値と現実のデータを比較するカリブレーションを導入した。

### ニューケインジアン
他方、ケインズ経済学の側でも新しい古典派に対応した動きが見られた。ニュー・ケインジアンのマクロ経済学は新しい古典派のミクロ的な前提条件を受容し、ケインズ経済学にミクロ的な基礎を与えようと新しいモデルを構築してきた。またそれに伴い時間を通じて最適化を図るという意味での合理性を仮定するために、合理的期待仮説をも受け入れた。ニュー・ケインジアンも新しい古典派と同様に経済主体の期待の果たす役割を強調している。その上で名目価格の硬直性などアメリカ・ケインジアンを特徴付ける要素をモデルに盛り込んでいる。
その1つの例としてサーチ理論を応用した協調の失敗のモデル化が挙げられる。サーチ理論とは売り手と買い手がそれぞれ取引相手を探し、首尾よく取引相手を見つけることが出来たならば直接相対取引する行動をモデル化したものである。裏を返せば取引相手が見つからなければ取引は成立しない。サーチ理論は、売り手と買い手が一堂に会し価格をシグナルに取引を行うワルラス的な市場環境とは全く異なる取引環境をモデル化している。ワルラス的な市場では経済主体は価格を通じてしか接触しないからである。このモデルでは産出量の異なる複数の均衡が出現する。高産出の均衡は好況に、低産出の均衡は不況に対応する。どの均衡が実現するかはサーチ活動の見通しについて経済主体が抱く期待に左右される。すなわち取引が成立する可能性が高いと予測すれば高産出の、可能性が低いと予測すれば低産出の均衡が実現する。
このようにニュー・ケインジアンは新しい古典派と異なりワルラス的な市場と異なる取引環境をモデル化しながらも、経済主体の期待を重視する点で新しい古典派と共通点を持っている。

### 両者の融合の試み
近年、新しい古典派とニュー・ケインジアンの間で共通の土壌が見出されつつある。両者はマクロ経済学にはミクロ的な基礎が必要であること、経済主体の期待が大きな役割を果たすことの2点で共通の認識を持っている。こうした共通認識のもと、両者は動学的確率的一般均衡モデルという共通のモデルを用いる。このような動向は、短期の景気循環や長期の経済成長などマクロ経済現象を統一的に分析するフレームワークを構築する方向へ向かうものと評価されている。こうしたマクロ経済学のミクロ的基礎付けにより、ミクロ経済学とマクロ経済学を厳格に区別することが難しくなってきている。
ニュー・ケインジアンは新しい古典派が用いてきた最適成長モデルやリアルビジネスサイクル理論を出発点に、それらにいくつかの仮定を追加することでケインズ経済学にミクロ的な基礎を与えようと試みつつある。
新しい古典派でも従来のワルラス的な完全競争市場の仮定を緩める動きが見られる。彼らの中にはモデルを構築する際に外部性や情報の非対称性、さらには規模の経済や独占的競争を取り入れる者もいる。その典型が内生的成長理論である。
ただ、こうしたミクロ的基礎を強調する新しいマクロ経済学に対しては、セイの法則を受容する古典派とこれと対立するケインジアンという古典的な二分法をケインズから受け継いだポスト・ケインジアンと呼ばれる学派の人々からは、鋭い批判が寄せられている。しかし、数の上でも主流派である新しい古典派とニュー・ケインジアンがミクロ的な前提条件の受容において接近している状況の下では、古典派とケインジアンという二分法は、少なくとも近年のマクロ経済学の動向を捉える上では、以前ほどの意味は持たないと評価されている。
| 普及年代   | 学派                                          | 特徴 | 学者 |
| ---------- | --------------------------------------------- | --- | --- |
| 18C        | 古典派                                        | セイ法則により供給が需要を生み出す価格伸縮的市場                                                                             | デヴィッド・リカード、アダム・スミス、ジョン・スチュアート・ミル                                                                                    |
| 19C        | 新古典派                                      | 価格調整により達成されるワルラス均衡で完全雇用が常時成立                                                                     | レオン・ワルラス、ヴィルフレド・パレート |
| 1930s      | オールド・ケインジアン                        | 有効需要原理により需要が供給を生み出す価格硬直的市場                                                                         | ジョン・メイナード・ケインズ、ミハウ・カレツキ |
| 1930-1940s | ケインジアン （ネオ・ケインジアン）           | ケインズ理論の比較静学的定式化の試み                                                                                         | ジョン・ヒックス、ポール・サミュエルソン |
| 1970s      | サプライサイダー                              | セイ法則によりケインズ的需要創出財政政策を批判                                                                               | ロバート・マンデル |
| 1970s      | マネタリスト                                  | 古典派の二分法によりケインズ的金融政策は長期的無効                                                                           | ミルトン・フリードマン |
| 1970s      | 合理的期待学派                                | 完全予見されたケインズ的金融政策は短期かつ長期的無効                                                                         | ロバート・ルーカス |
| 1970s      | ポスト・ケインズ派経済学 （名称は1975年より） | ケインズ理論の本質は動学的不均衡 その要因としての「長期期待」の非合理性に着目した動学的定式化の試み （合理的期待学派と対立） | 広義にはミハウ・カレツキ、ジョーン・ロビンソン、ピエロ・スラッファ、ハイマン・ミンスキー、 ポール・デヴィッドソン、ニコラス・カルドア、宇沢弘文など |
| 1990s      | 新しい古典派 （ニュー・クラシシズム）         | 価格硬直性は存在せずワルラス均衡が常時成立                                                                                   | エドワード・プレスコット |
| 1990s      | ニュー・ケインジアン                          | 価格硬直性へのミクロ的基礎付け                                                                                               | グレゴリー・マンキュー、ジョセフ・スティグリッツ、 清滝信宏                                                                                         |

## 比較
ケインズ革命によってマクロ経済観に大きな二つの断裂が生じた。以下従来の古典派・新古典派経済観とケインズ経済観の重要な相違をまとめた。
| 現実経済観 | 古典派・新古典派 | ケインズ |
| ---------- | --- | --- |
| 生産       | 自然率生産水準 | 現実生産水準 - GDP Gap の存在 |
| 失業       | 完全雇用(自然)失業率 | 不完全雇用失業率 |
| 貨幣       | 価格伸縮的ゆえ実質変数に無影響 ⇔古典派の二分法・貨幣数量説 - {\displaystyle MV=P{\overline {Y}}} | 価格硬直的ゆえ実質変数に影響 - {\displaystyle MV={\overline {P}}Y}                                                                                                  |
| 利子       | 資本市場(投資貯蓄需給) ⇒自然利子率 | 貨幣市場(貨幣需給)⇔流動性選好理論 ⇒現実利子率 |
| 需要       | ワルラス法則(予算制約)下の効用最大化解 - {\displaystyle Y(p)=\Sigma {\frac {a}{a+b}}{\frac {m}{p}}} - {\displaystyle s.t.\ {\begin{cases}U(y,x)_{MAX}=y^{a}x^{b}\\p(y-y_{w})+q(x-x_{w})=0\end{cases}}} | 生産物市場体系と貨幣市場体系の連立解 - {\displaystyle Y(p)=\alpha +{\frac {\beta }{p}}} - {\displaystyle s.t.\ {\begin{cases}Y=C(Y)+I(i)+G\\L(i,Y)=m/p\end{cases}}} |
| 供給       | 利潤最大化及び費用最小化解 - {\displaystyle p(y)=MC(y)\left\{=AC(y)\right\}} | 労働市場に関する諸モデル - {\displaystyle Y(p)=\alpha (P-{\overline {P}})}                                                                                          |

マクロ経済政策をめぐる学説毎の見解の際は下の表の通りである。
なおこの表は『クルーグマン　マクロ経済学』503ページより引用
|                                            | 古典派 | ケインズ | マネタリズム | 現代マクロ経済学                |
| ------------------------------------------ | ------ | -------- | ------------ | ------------------------------- |
| 拡張的金融政策は不況の克服に有効か         | ×      | ほぼ×    | ○            | 特別の状況（流動性の罠）を除き○ |
| 財政政策は不況の克服に有効か               | ×      | ○        | ×            | ○                               |
| 金融ないし財政政策は長期の失業削減に有効か | ×      | ○        | ×            | ×                               |
| 財政政策は裁量的に運用すべきものか         | ×      | ○        | ×            | 特別の状況を除き×               |
| 金融政策は裁量的に運用すべきものか         | ×      | ○        | ×            | 論争中                          |

### ケインズ的分析
国民経済計算
ケインズは分析を容易にするためにマクロ変数間のつながりを重視した。
国民所得は {\displaystyle Y=C+I+G+(EX-IM)}という国民所得恒等式によって表される。
上式は左から順に、所得、消費、投資、政府支出、純輸出である。
所得面、生産面、分配面で見た国民所得は同一であるとする三面等価の原則が成立する。
マクロ変数の中でも消費や投資については、消費関数、投資関数に関する諸議論がある。
閉鎖経済下の一般均衡分析
IS-LM分析から需要関数が導かれる。
労働市場分析から供給関数が導かれる。労働者錯誤モデル、不完全情報モデル、硬直賃金モデルなどのモデルがあり、ルーカスが唱えた不完全情報モデルに基づく供給関数はルーカス型供給関数といわれる。
IS-LM分析を短期、総需要ー総供給（AD-AS）分析を長期と位置付ける場合が多い。この含意は、ケインズ経済観では需要面のショックが短期的に有効であるものの、供給面も考えた総需給分析では予測が付かないということである。
開放経済下の一般均衡分析
開放経済下の一般均衡分析は国際マクロ経済分析と呼ばれる。
マンデルフレミングモデルと呼ばれる利子率が世界利子率に固定されているという単純な仮定をおいた小国開放経済下のIS-LM分析によって、簡単な政策分析ができる。IS-LM-BP分析と呼ばれる経常収支曲線を追加した分析のようにIS-LM分析は開放経済に様々な形で応用されている。
為替レート決定理論の中でもアセットアプローチは、ケインズ的分析である。
経済成長理論
ケインズ門下のロイ・ハロッドやエブセイ・ドーマーによって唱えられた理論がケインジアンの経済成長理論である。
市場の不完全性を重視するケインズ経済学の流れを引継ぎ、現実成長率が保証成長率から乖離すると、その乖離が発散するというナイフエッジ定理を主張する。

### 非ケインズ的分析
閉鎖経済下の一般均衡分析
新古典派経済学
消費者の効用最大化問題からマーシャルの需要関数が、費用最小化問題からヒックスの補償需要関数が導かれる。これら個々の消費者の需要関数の和が総需要関数となる。
企業の利潤最大化問題から供給関数が導かれる。これら個々の企業の供給関数の和が総供給関数となる。長期的に供給関数は垂直となるので、需要ショックは意味を成さない。
新しい古典派
リアルビジネスサイクル理論と呼ばれるラムゼイルール等によってカリブレーションが行なわれている。これはソローモデルに効用最大化問題から導かれる消費関数といったミクロ的基礎を与えたものである。
開放経済下の一般均衡分析
為替レート決定理論の中でも購買力平価説、すなわちマネタリーアプローチは古典派的分析である。
経済成長理論
ロバート・ソローとトレイヴァー・スワンによって唱えられた新古典派経済学に基づく理論が通説となっている。これは国民所得恒等式に生産関数と差分の概念を取り入れたものである。

## 学術雑誌
- Journal of Monetary Economics（英語版）
- American Economic Journal: Macroeconomics（英語版）
- Journal of Money, Credit and Banking（英語版）
- Journal of Economic Dynamics and Control（英語版）
- Review of Economic Dynamics（英語版）
- Macroeconomic Dynamics（英語版）